# Béla Bakosi
Béla Bakosi (* 18. června 1957, Kemecse, Szabolcs-Szatmár-Bereg) je bývalý maďarský atlet, dvojnásobný halový mistr Evropy v trojskoku.
V roce 1980 reprezentoval na letních olympijských hrách v Moskvě, kde ve finále obsadil výkonem 16,47 m sedmé místo. O dva roky později vybojoval bronzovou medaili na mistrovství Evropy v Athénách. Na prvním mistrovství světa v atletice 1983 v Helsinkách se umístil na sedmém místě.
Své největší úspěchy zaznamenal na halovém mistrovství Evropy, kde získal dvě zlaté, jednu stříbrnou a tři bronzové medaile.